# Peter Henschel

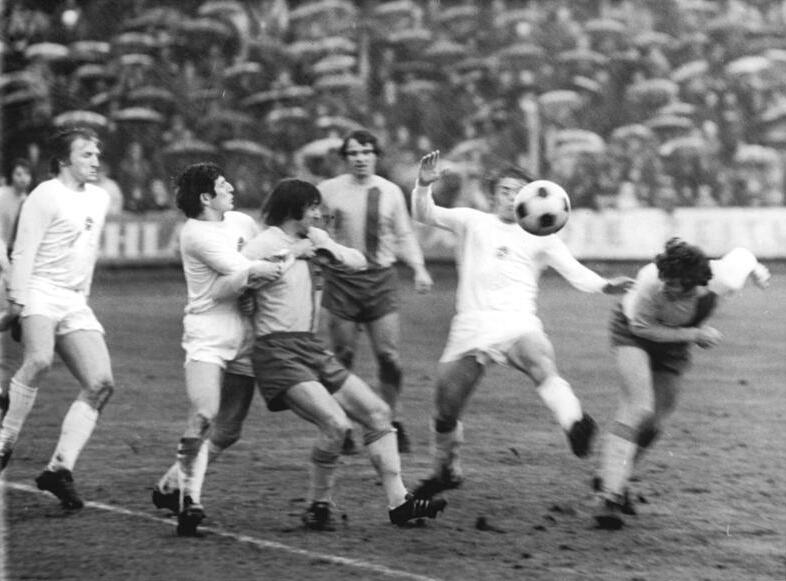
Peter Henschel (ganz links) 1974

Peter Henschel (* 6. Januar 1943 in Zwickau) war Fußballspieler und Fußballtrainer in der DDR-Oberliga bei der Betriebssportgemeinschaft Motor/Sachsenring Zwickau. Als Spieler gewann er dreimal den DDR-Fußballpokal. Henschel ist Junioren- und Nachwuchs-Nationalspieler.

## Sportliche Laufbahn

### BSG-Stationen
Nachdem Henschel zwischen 1955 und 1959 in den Nachwuchsmannschaften der Betriebssportgemeinschaft Fortschritt Zwickau Fußball gespielt hatte, wurde er Anfang 1960 zur BSG Motor Zwickau delegiert. In der Mammutsaison 1961/62, die wegen der Umstellung des Spieljahres vom Kalenderjahr auf den Herbst-Frühjahr-Rhythmus über 39 Spieltage lief, bestritt Henschel seine ersten Spiele in der DDR-Oberliga. In seiner ersten Oberligasaison wurde er in 21 Punktspielen eingesetzt. Er wurde als Stürmer aufgeboten und erzielte als Neuling gleich acht Tore. Bereits in der folgenden Spielzeit 1962/63 hatte er sich mit 23 Punktspieleinsätzen einen Stammplatz in der Motor-Elf erobert. Er wurde vorwiegend als halblinker Stürmer eingesetzt und gewann als solcher am Saisonende mit der Motormannschaft nach einem 3:0-Sieg über Chemie Zeitz erstmals den DDR-Fußballpokal.
Henschel konnte seinen Status als Oberliga-Stammspieler mit Ausnahme der Saison 1970/71 mit nur 13 Punktspielen bis 1975 halten. Inzwischen hatte sich seine Sportgemeinschaft 1968 in Sachsenring Zwickau umbenannt. Ab 1971 rückte er in das Mittelfeld zurück, von 1973 an spielte er Libero oder Vorstopper. 1967 gewann er nach einem 3:0-Endspielsieg über Hansa Rostock zum zweiten Mal den Fußballpokal und erzielte dabei den 3:0-Endstand. Als Vorstopper war Henschel 1975 auch beim dritten Zwickau Pokalgewinn dabei (5:4-Sieg nach Elfmeterschießen über Dynamo Dresden). Seine letzte Oberligasaison spielte Henschel 1975/76. Überwiegend als Vorstopper eingesetzt, absolvierte er bis zum 16. Spieltag noch einmal 14 Punktspiele, von denen er 13 über die volle Spielzeit bestritt.
Als Henschel im Sommer 1976 im Alter von 33 Jahren seine Laufbahn als Fußballspieler beendete, konnte er auf 307 Oberligaspiele mit 55 Toren sowie acht Europapokalspiele zurückblicken. Mehrere Jahre war er Mannschaftskapitän. Neben seinen drei Pokalsiegen konnte Henschel auch den 3. Platz in der Meisterschaft 1966/67 als Erfolg verbuchen.

### Auswahleinsätze
1960 wurde er in die DDR-Juniorennationalmannschaft aufgenommen, mit der er bis 1961 vier Länderspiele bestritt. Im September 1963 bestritt Henschel sein einziges Länderspiel mit der Nachwuchsauswahl des DFV. Beim 0:1 in Sofia gegen Bulgarien spielte er auf seiner Standardposition halblinks.

## Trainerlaufbahn
Noch während seiner aktiven Zeit hatte Henschel eine Ausbildung zum Diplomsportlehrer absolviert und war seit 1974 als Sportlehrer an einer Berufsschule tätig. Mit diesen Voraussetzungen übernahm er im Juli 1979 das Amt des verantwortlichen Oberligatrainers bei Sachsenring Zwickau. Nachdem die Mannschaft in der vorherigen Saison mit Platz 12 nur knapp dem Abstieg entronnen war, führte Henschel die Zwickauer in seinem ersten Trainerjahr als beste Betriebssportgemeinschaft der Oberliga auf einen sicheren 8. Rang. In der folgenden Saison 1980/81 konnte er nicht mehr an seine erfolgreiche Arbeit anknüpfen. Als es ihm nicht gelang, die Mannschaft zu Beginn der Rückrunde aus der Abstiegszone herauszuholen, wurde er im März 1981 als Trainer entlassen.

## Weiterer Werdegang
Nach 1990 war Henschel als Geschäftsführer beim Zwickauer Handballclub ZHC Grubenlampe tätig und gehörte eine Zeit lang dem Verwaltungsrat des FSV Zwickau an. Er trat auch als Organisator von Oldie-Fußballturnieren in Erscheinung.